# Piove sul nostro amore
Piove sul nostro amore (Det regnar på vår kärlek) è un film del 1946 diretto da Ingmar Bergman, registrato negli studi Sandrew di Stoccolma e distribuito dalla Nordisk Tonefilm. Il film venne commissionato da Lorens Marmsted, titolare della piccola casa di produzione Terrafilm, dopo l'insuccesso di Crisi (Kris), film di esordio di Bergman, uscito nel febbraio del 1946.

## Trama
Due giovani si incontrano casualmente: lui è stato in carcere a causa di un piccolo furto, lei è oppressa da una gravidanza dovuta all'avventura con uno sconosciuto. I due faticano a risolvere i problemi quotidiani della sopravvivenza e soprattutto quella dell'abitazione. Dopo diverse avventure il giovane, imbrogliato dal suo padrone di casa e ostacolato dalla volontà di sposarsi da un'ottusa burocrazia, picchia un messo comunale che gli aveva intimato lo sfratto e subisce quindi un processo, nel quale viene tuttavia assolto.

## Analisi del film
Il film, la cui prima si tenne il 9 novembre 1946 venendo accolto freddamente dal pubblico e con moderato favore dalla critica, possiede elementi interessanti come la coppia di vagabondi molto simili al gatto e alla volpe di Pinocchio visti in chiave pre-felliniana, il suono insistente di un carillon all'inizio della storia che si rivelerà essere un oggetto importante nella vicenda, il contrasto tra il dramma e l'ironia che in esso è diffusa, l'attenzione posta ai volti spesso ripresi in primo piano, la figura di un pastore burocrate che rispecchia l'immagine del padre e l'attenzione posta al problema sociale dei giovani e al loro inserimento nella società. Motivo questo che, in questa fase dei film bergmaniani, è sfondo ricorrente alla sua poetica.
Quest'opera, come la precedente Crisi, è influenzata dalla filmografia francese dell'epoca, in particolare da Marcel Carné. Racconta Bergman che il produttore Marmstedt «criticava senza scrupoli e mi costringeva a rifare le scene che riteneva brutte», ricordandogli che «Birger Malmsten non è Jean Gabin e tu non sei Marcel Carné». Malgrado le frequenti critiche che lo umiliavano, Bergman ammise che il produttore aveva ragione e gli insegnò diverse cose, come a mantenere un distacco critico dalla propria opera, evitando di «impegnare i sentimenti su ciò che vedi. Allora sarai in grado di vedere tutto».
Piove sul nostro amore, che fa anche riferimento a L'uomo del Sud di Renoir, riesce a trascendere l'aneddoto dando «un ritratto assai crudele e nero di una Svezia sconosciuta, lebbrosa e farisea». I personaggi positivi del film sono i poveri e gli emarginati, capaci di solidarietà e ricchi di umana simpatia - oltre ai due protagonisti, i due vagabondi e la vicina di casa signora Ledin - mentre in luce negativa sono visti gli «uomini d'ordine» e delle istituzioni, come i personaggi di Carné. A differenza del regista francese, però, in questo film Bergman non condanna senza appello i suoi protagonisti: «ciò è dovuto probabilmente a un ottimismo di fondo, a una sorta di agonismo individuale contro le convenzioni sociali che è presente in molti dei più cupi lavori di Bergman».
Primo «film sulla coppia» di Bergman - i seguenti saranno Città portuale, La prigione e Sete - ha un gusto per la favola con un angelo custode e un proprietario-demone che «disegnano una parabola morale più che religiosa». Essendo la società repressiva responsabile delle avversità che i protagonisti devono affrontare, il film illustra «l'aspetto proletario/populista dell'estetica bergmaniana, che diverrà sempre più raro a partire dagli anni Sessanta, per poi riapparire nei film in cui non lo si attendeva (Il flauto magico, L'uovo del serpente)».